# تورلیف شلدراپ
تورلیف شلدراپ (انگلیسی: Thorleif Schjelderup; ۲۰ ژانویهٔ ۱۹۲۰ – ۲۸ مهٔ ۲۰۰۶) مؤلف، اسکی اهل نروژ بود.